# Rivierenwijk (Heerhugowaard)
Rivierenwijk is een wijk in de Nederlandse stad Heerhugowaard.
De wijk is gelegen ten zuiden van de oorspronkelijke oude stedelijke bebouwing. De bebouwing kwam tot stand in de jaren zeventig van de vorige eeuw en is ruim opgezet met veel publiek groen en een woningopbouw die hoofdzakelijk bestaat uit eengezinswoningen. De wijk was bedoeld om de woningnood voor startende gezinnen op te kunnen vangen.